# Patriarhat Benetke
Patriarhat Benetke latinsko Patriarchatus Venetiarum, imenovan tudi Nadškofija Benetke, je ena izmed nadškofij Rimskokatoliške cerkve v Italiji in je del oziroma sedež Metropolije Benetke. Naslov patriarhata je prevzela leta 1451, ko je bil ta častni naslov uradno prenešen iz Gradeža.

## Zgodovina
Nadškofija je bila ustanovljena leta 774, naslov patriarhov pa so beneški nadškofi po osvojitvi Gradeža s strani Beneške republike (1420) prevzeli leta 1451, ko je bil uradno prenešen iz Gradeža, kjer je bil ta patriarhov sedež prej, čeprav so se gradeški patriarhi dejansko preselili v Benetke že leta 1156.
Naslov izvira iz prve delitve Oglejskega patriarhata (prvotno sicer izhaja iz Ogleja) in je tako tudi uradno postal Beneški patriarhat.

## Organizacija
Trenutno škofija pokriva območje 871 km², ki je razdeljeno med 128 župnij.